# Heteroppia setigera
Heteroppia setigera is een mijtensoort uit de familie van de Oppiidae. De wetenschappelijke naam van de soort is voor het eerst geldig gepubliceerd in 2006 door Aoki.